# Karl Kreuser (Bankmanager)
Karl Kreuser (* 11. Juli 1901 in Mechernich; † 29. September 1982) war ein deutscher Bankmanager.

## Leben
Karl Kreuser studierte Staats- und Wirtschaftswissenschaften in Bonn, Köln, Berlin und München. Er wurde 1923 an der TH Aachen zum Dr oec. publ. promoviert. Er war zunächst für die Darmstädter und Nationalbank AG sowie Dresdner Bank tätig.
Von 1945 bis 1951 war er Treuhänder bayer. Vermögenswerte der Chemischen Fabrik v. Heyden. Von 1946 bis 1952 gehörte er dem Bayerischen Staatsministerium der Finanzen als Ministerialrat an. Zudem war er Leiter der Bayerischen Bankaufsichtsbehörde, später Leiter des Bayerischen Landesaufsichtsamtes für das Versicherungswesen.
1952 wurde er Bankvorstand in der Münchener Niederlassung der Rhein-Main-Bank, später Mitglied der Geschäftsleitung der Dresdner Bank. Kreuser war Mitglied des Börsenvorstandes und Zulassungsstelle für Wertpapiere an der Bayerischen Börse sowie Vorstandsmitglied des Münchener Handelsvereins, dem alleinigen Aktionär der Bayerischen Börse. Er war Aufsichtsratsmitglied in verschiedenen Unternehmen, wie dem Pharmagroßhändler Gehe & Co. AG, der Bayerischen Wolldecken-Fabrik Bruckmühl AG u. a.
1957 wurde Kreuser von Kardinal-Großmeister Nicola Kardinal Canali zum Ritter des Päpstlichen Ritterordens vom Heiligen Grab zu Jerusalem ernannt und am 30. April 1957 in München durch Lorenz Jaeger, Großprior der deutschen Statthalterei, investiert. Er war zuletzt Komtur des Ordens.
Er war verheiratet mit Anneliese, geb. Weber.